# Семь смертных грехов и четыре последние вещи
«Семь смертных грехов и четыре последние бразы» (нидерл. Zeven Hoofdzonden) — картина, приписываемая нидерландскому художнику Иерониму Босху или его последователю, написанная около 1500 года или позже. Изначально предполагалось, что эта картина относится к раннему периоду творчества Босха, но с 1898 года её подлинность несколько раз подвергалась сомнению. В 2015 году после ряда анализов в Bosch Research Conservation Project заявили, что это работа последователя Босха, но учёные из Прадо отвергли этот аргумент. Картина написана маслом на деревянных панелях и представляет серию круглых изображений. Сюжет картины настраивает зрителя на религиозные размышления.

## Применение
Картину также называют «столешницей» по её функциональному предназначению, которое она, впрочем, никогда не выполняла. Уже около трёхсот лет картина висит в Эскориале, где её когда-то в своей спальне повесил испанский король Филипп II. С тех пор картина покидала Эскориал лишь один раз во время гражданской войны в Испании, из соображений безопасности она была передана на временное хранение в Прадо.

## Описание
Центральная часть, состоящая из четырёх концентрических кругов, символизирует Всевидящее Око Божье, в зрачке которого воскресший Христос показывает свои раны. Во втором круге видна надпись лат. Cave, cave, d[omi]n[u]s videt («бойся, бойся, ибо Господь всё видит»). Третий круг изображает лучи, похожие на солнечные, а четвёртый, в секторах, — семь смертных грехов. Под изображением каждого из семи смертных грехов дано его латинское название. Описание каждого сектора по часовой стрелке:
- Чревоугодие — тучный мужчина жадно поедает всё, что ставит на стол хозяйка, и не даёт поесть своему не менее тучному сыну. Его сосед жадно опустошает кувшин.
- Праздность (Уныние) — мужчина лениво дремлет у камелька, его упрекает входящая в комнату женщина с чётками в руках.
- Похоть — две влюблённые пары наслаждаются под розовым тентом, а два шута развлекают их.
- Гордыня — дама, любующаяся своим отражением в зеркале, которое держит перед ней дьявол, принявший обличье горничной в чепце.
- Гнев — двое мужчин дерутся у дверей таверны, женщина пытается их разнять.
- Зависть — пожилая пара в дверях завистливо смотрит на богача с ручным ястребом на руке, его слуга несёт большой мешок на плечах. Дочь пожилой пары флиртует с мужчиной через окно, её взор направлен на его увесистый кошелёк на поясе. Собаки иллюстрируют фламандскую пословицу «две собаки и только одна кость, нет согласия».
- Алчность — продажный судья притворяется, что сочувственно слушает дело, представленное одной стороной в судебном процессе, лукаво принимая взятку от другой стороны.

Жанрово-аллегорические сценки, полные грубоватого юмора, написаны в детализованной живописной манере «старых» голландцев. Изображения семи смертных грехов расположены по кругу, что обозначает постоянство их присутствия. Босх включил их в радужную оболочку глаза Бога и таким образом сделал предостережением тем, кто думает, что избежит последующей кары. Четыре круглых изображения по углам (тондо), называемые «четыре последние вещи», дополняют картину: они изображают смерть, Страшный суд, рай и ад. Начертанные на развевающихся свитках слова «ибо они — народ, потерявший рассудок, и нет в них смысла» (Втор. 32:28) и «сокрою лицо моё от них и увижу, какой будет конец их» (32:20).

Отдельные части картины
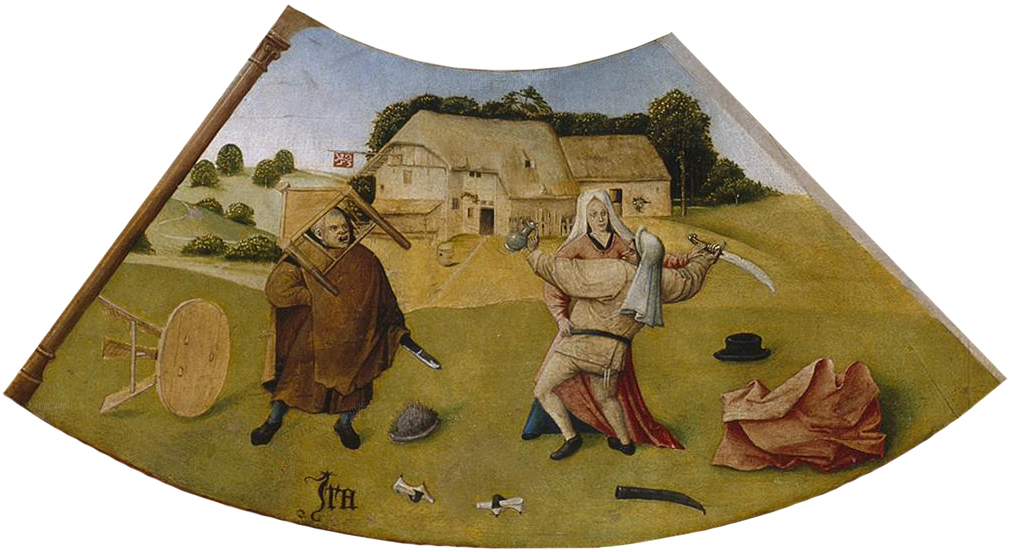
Гнев
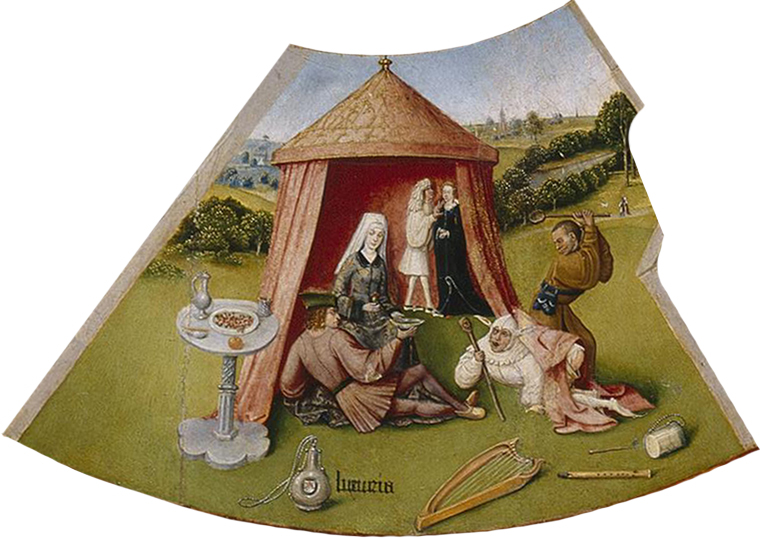
Похоть
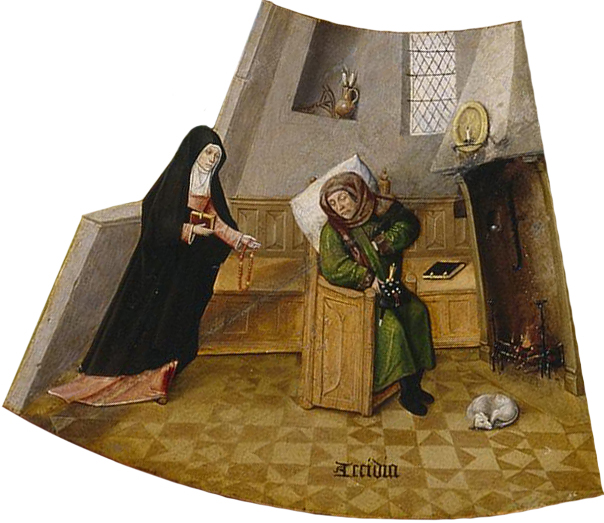
Уныние
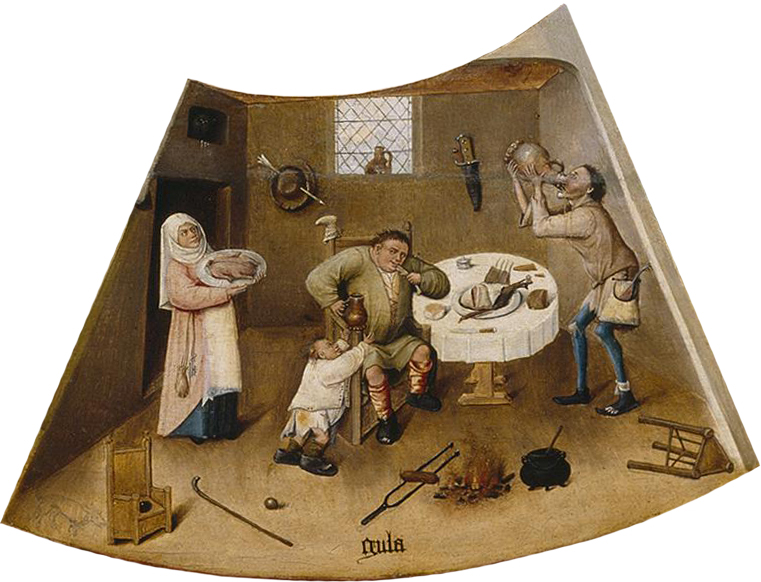
Обжорство
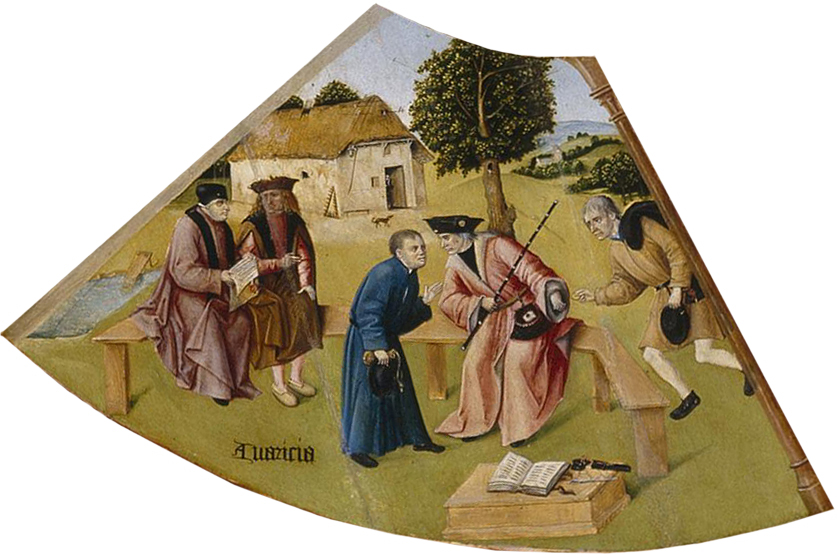
Алчность
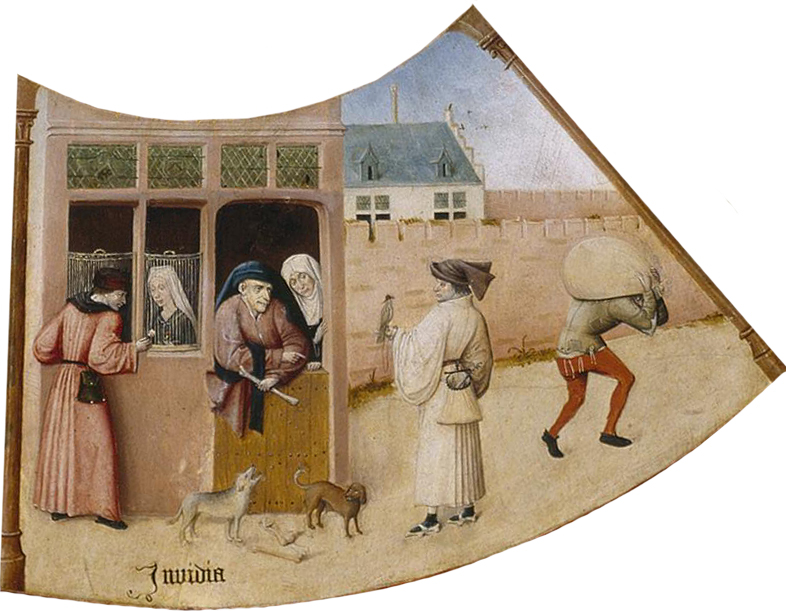
Зависть
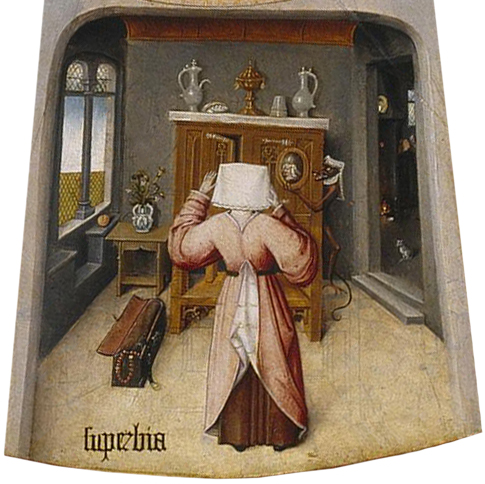
Гордыня
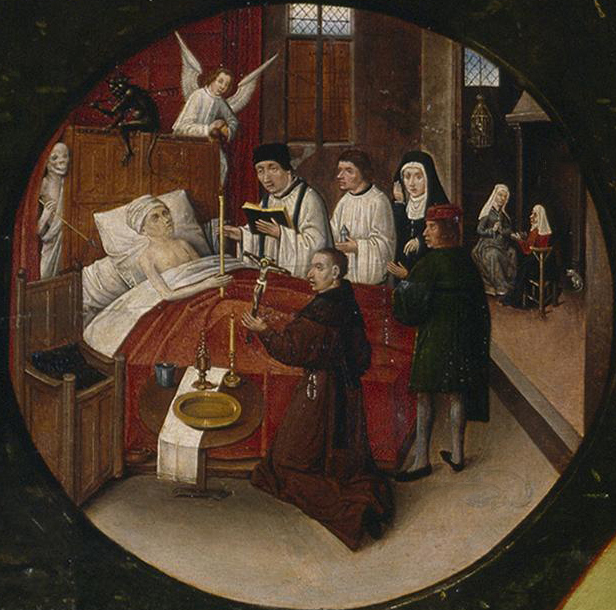
Смерть
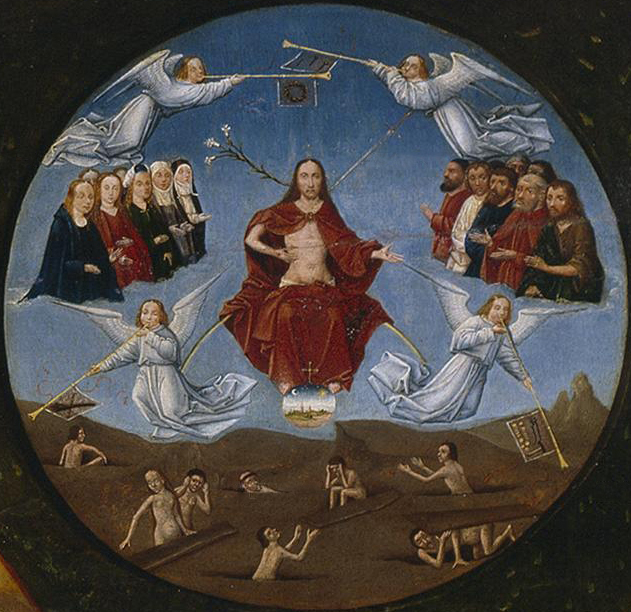
Страшный суд
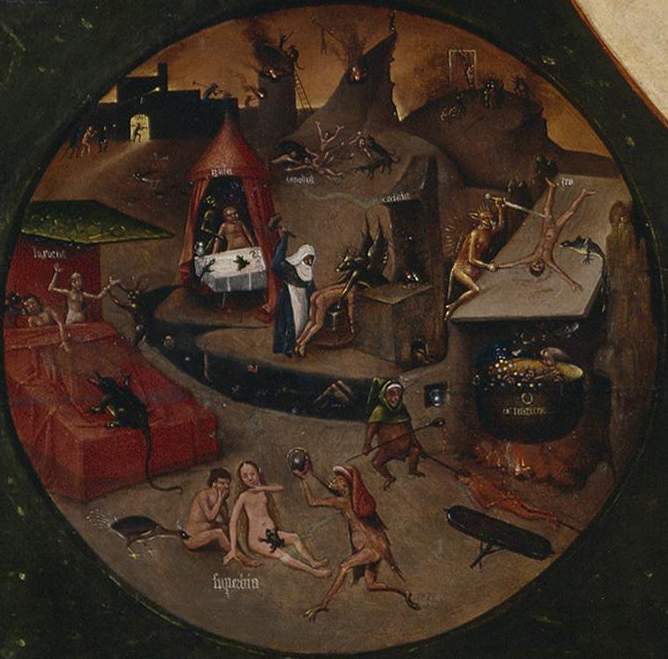
Ад
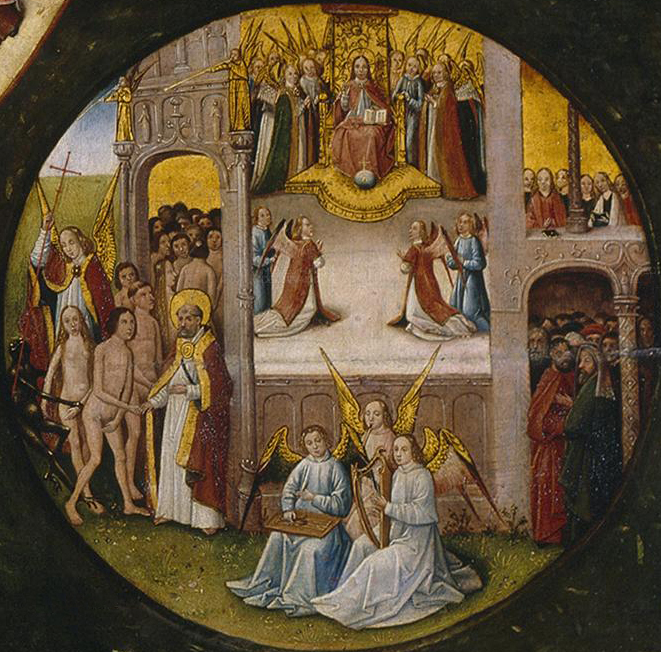
Рай
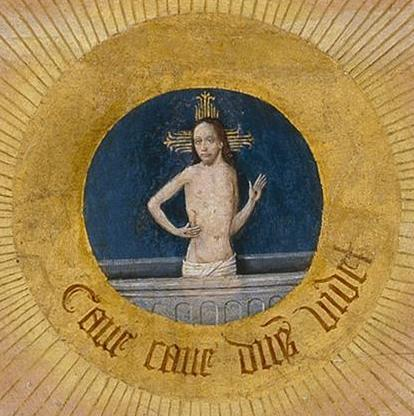
Иисус Христос